# Ramón López Carrozas
Ramón López Carrozas (Sarria, 31 de agosto de 1937 - Teresina, 28 de abril de 2018) fue un obispo católico y frade mercedario español.

## Trayectoria
Relacionado familiarmente con la Orden de la Merced, fue ordenado sacerdote el 10 de abril de 1960 en el Monasterio de San Juan. Estudió teología en la Universidad Pontificia de Salamanca, y se especializó en teología dogmática.
En 1967, se instaló en Brasil como clérigo y el 26 de abril de 1979 fue nombrado obispo auxiliar en la Diócesis de Bom Jesus do Gurguéia que ocuparía diez años. En 1989, fue nombrado obispo de la diócesis, por Juan Pablo II.